# Валч
Валч (пол. Wałcz), Дойч-Кроне (нем. Deutsch Krone) — город в Польше, входит в Западно-Поморское воеводство, Валецкий повят. Имеет статус городской гмины. Занимает площадь 38,16 км². Население — 26 353 человек (на 2013 год).

## Города-побратимы
- Бад-Эссен, Германия
- Верне, Германия
- Деммин, Германия
- Кириц, Германия

## Галерея

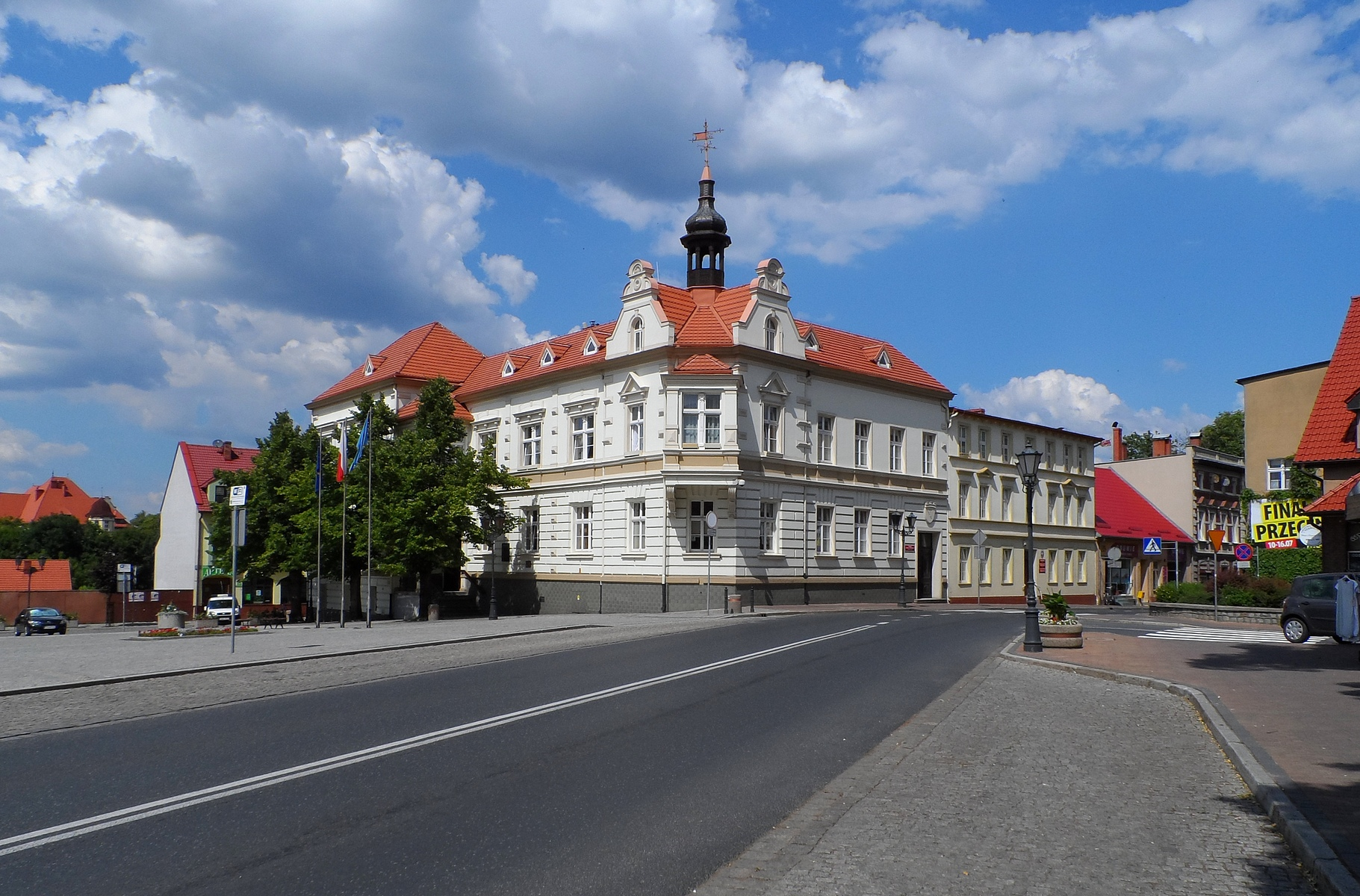
Ратуша
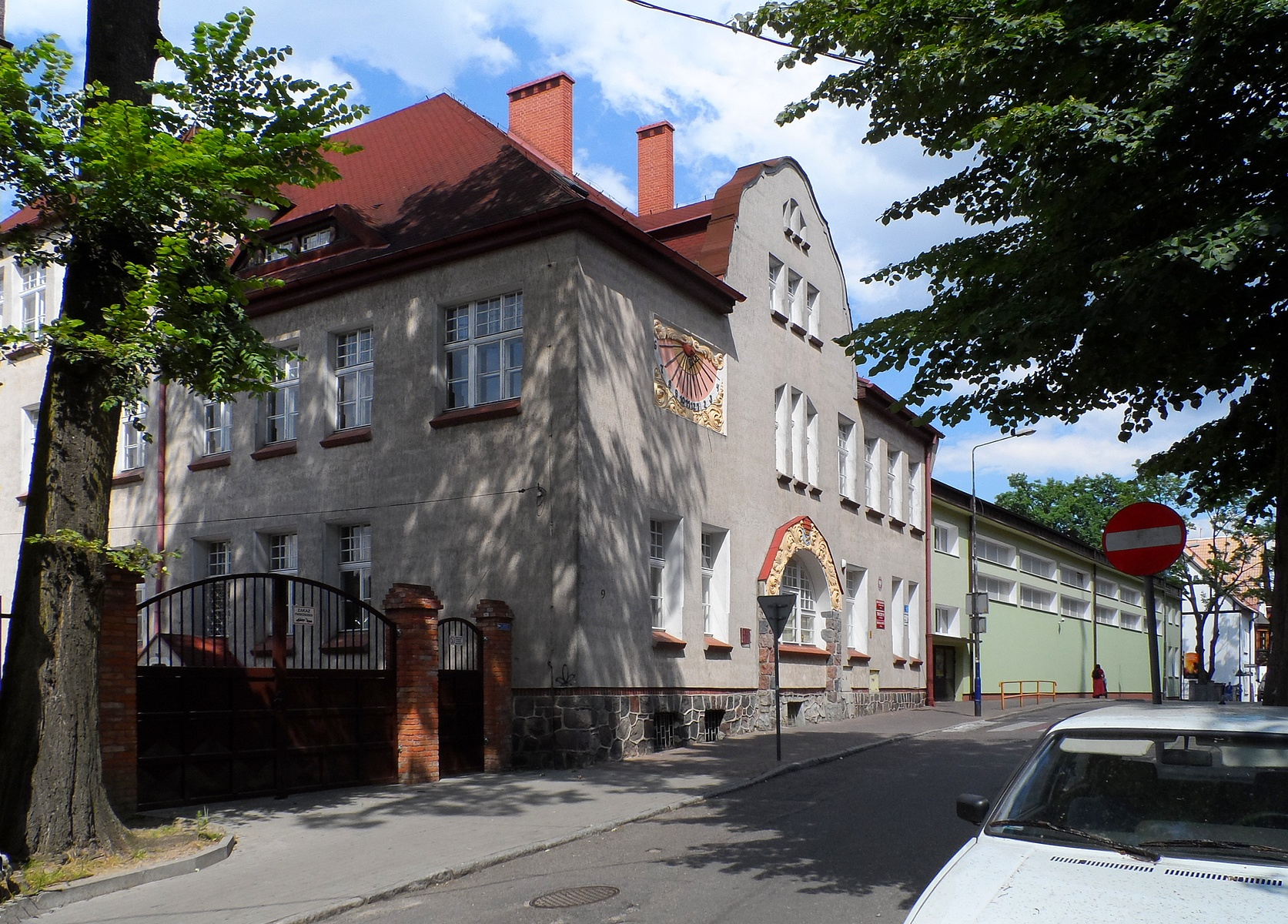
Управление образования
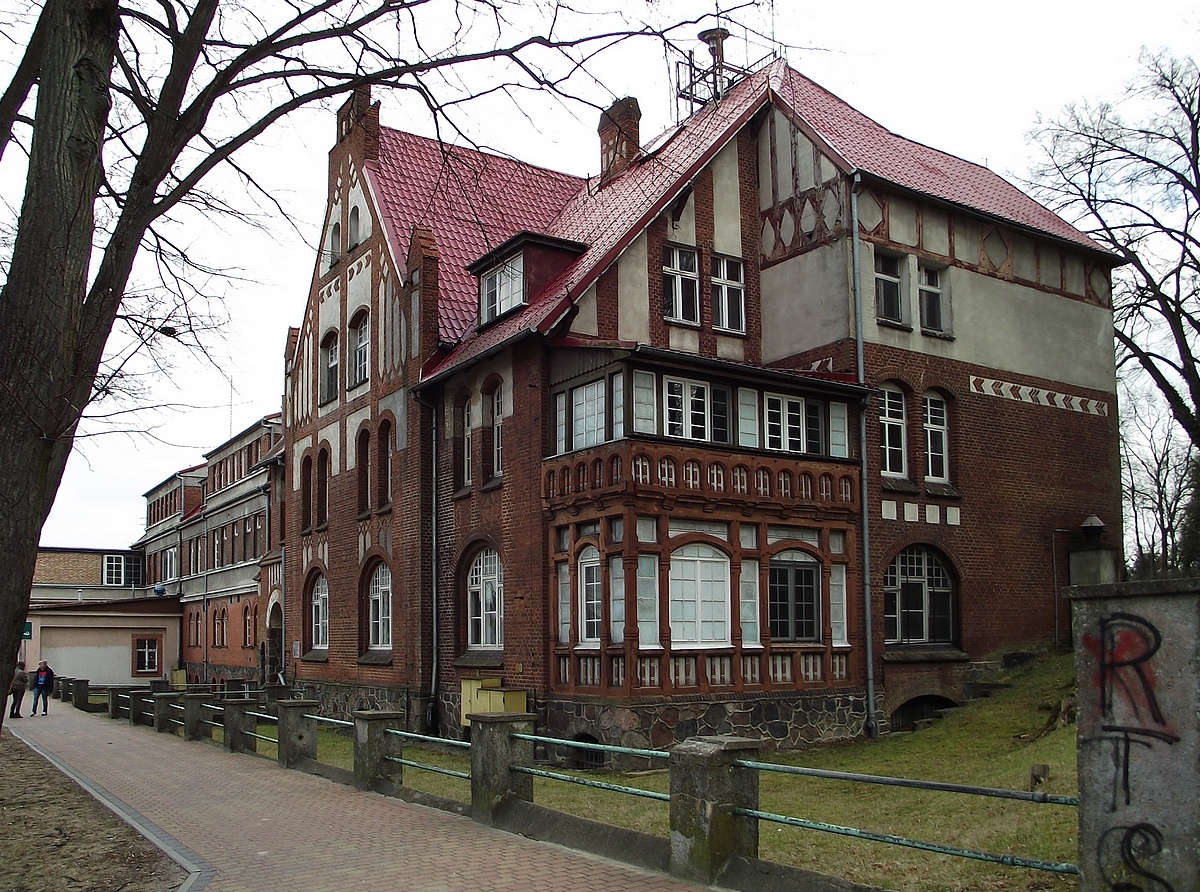
Городская больница
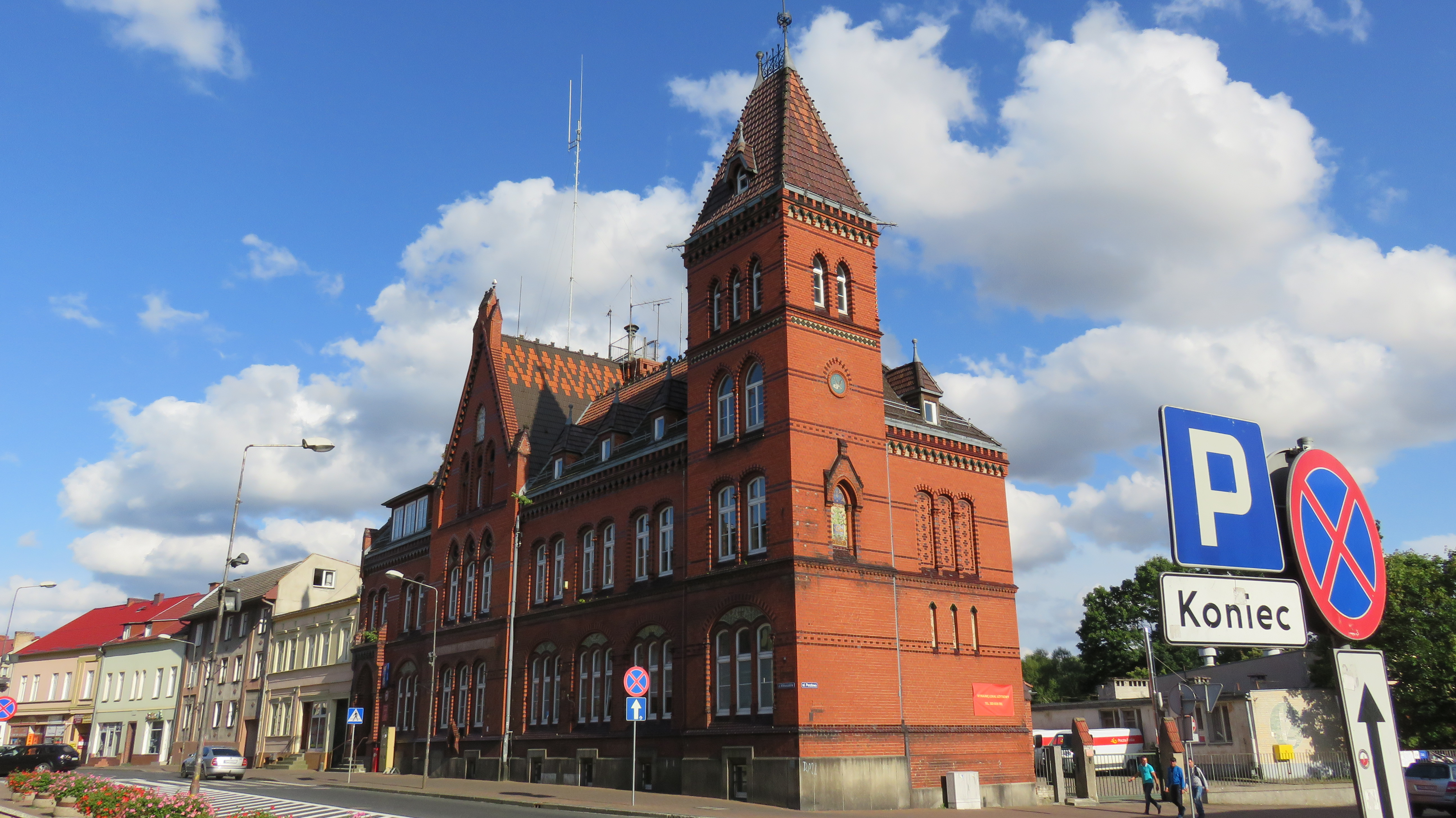
Почта
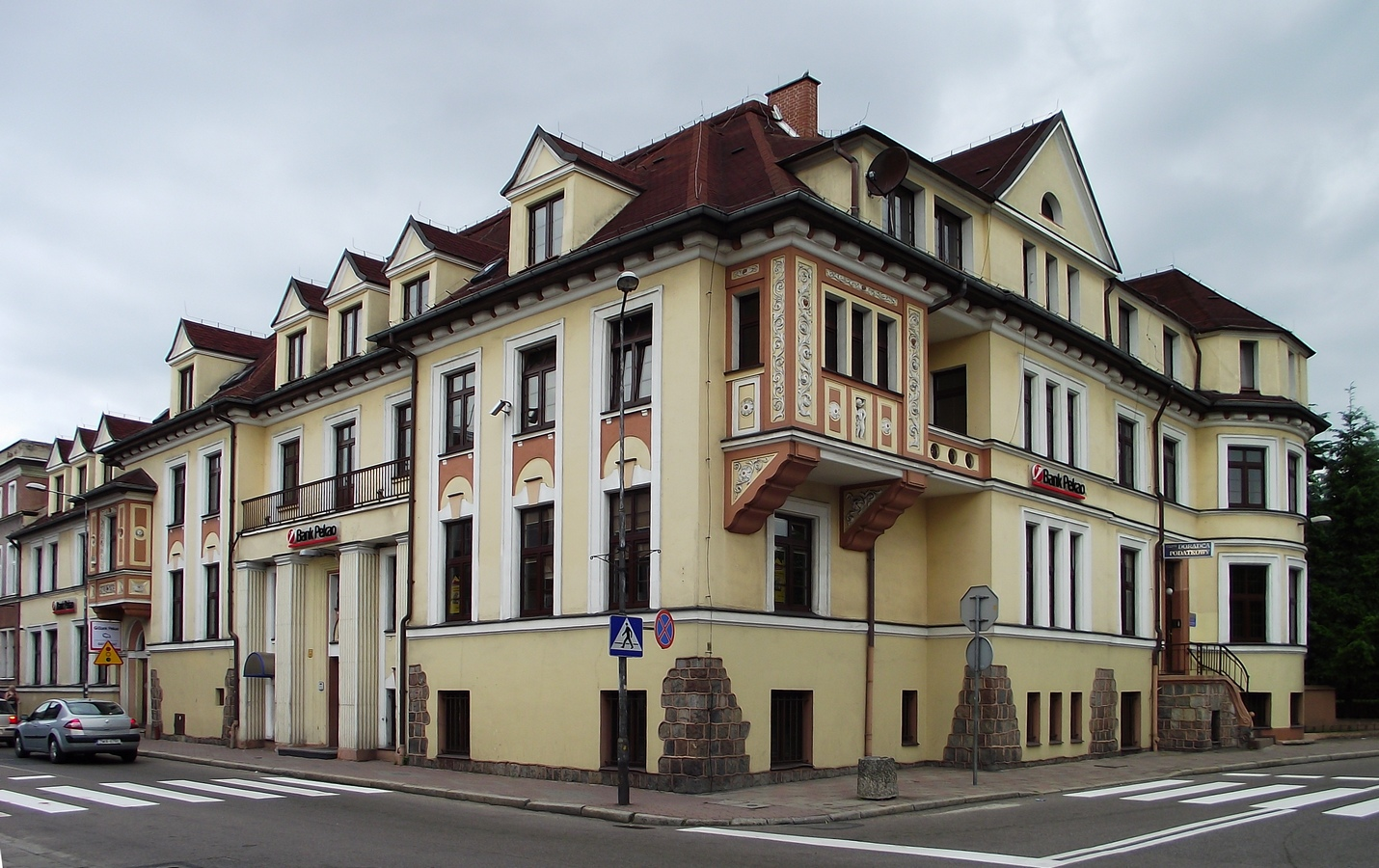
Здание банка
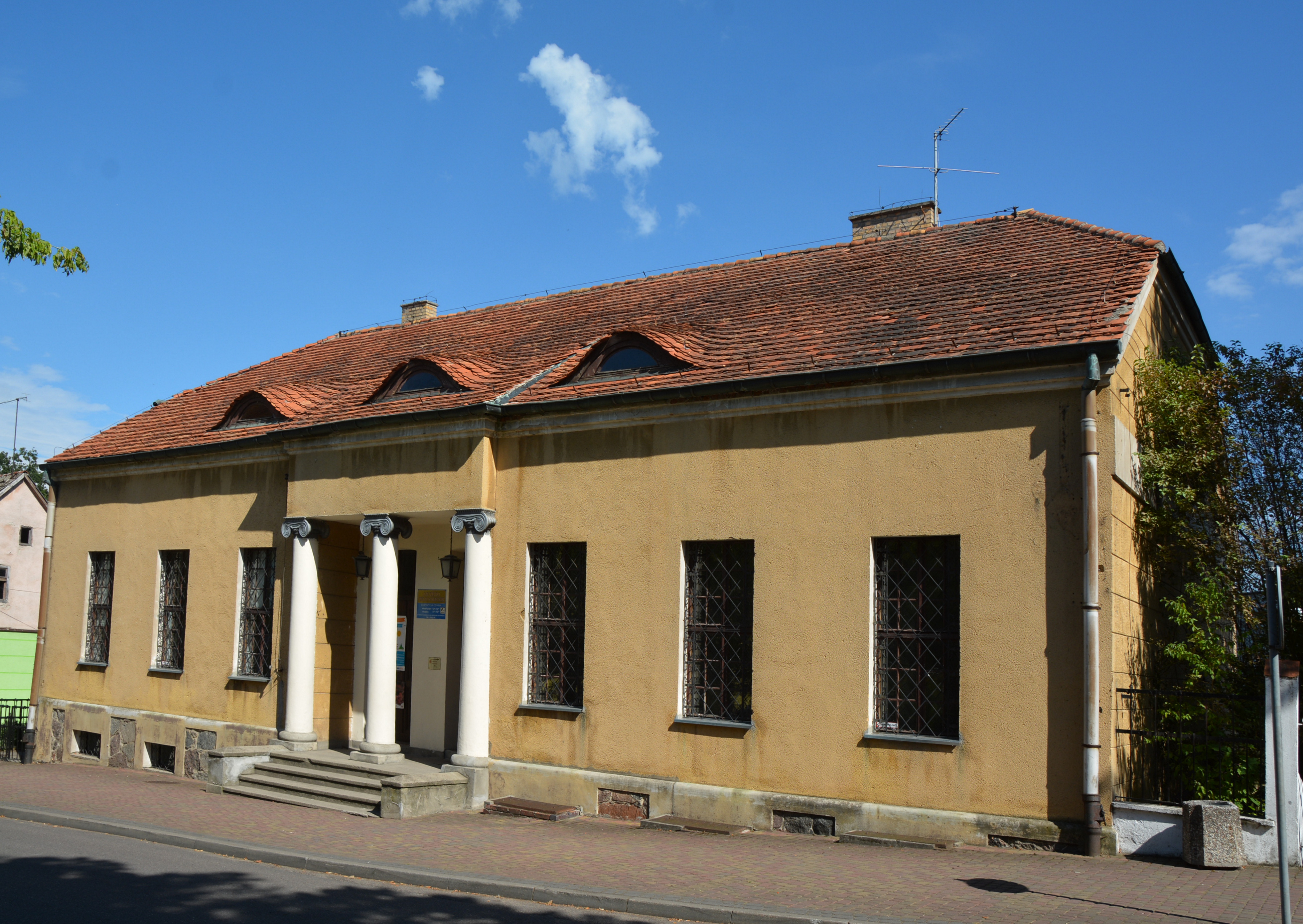
Музей
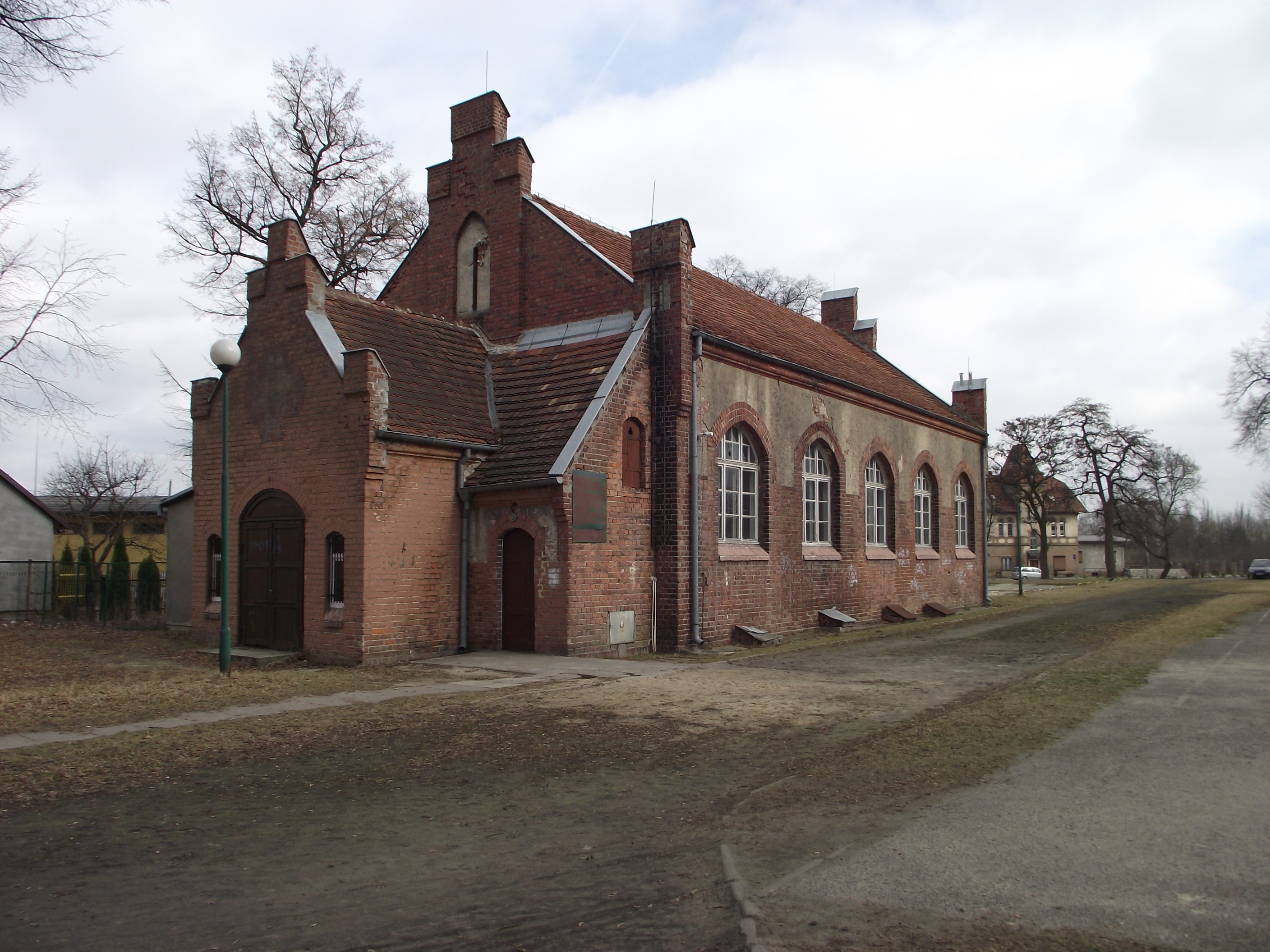
Старинное здание спортзала
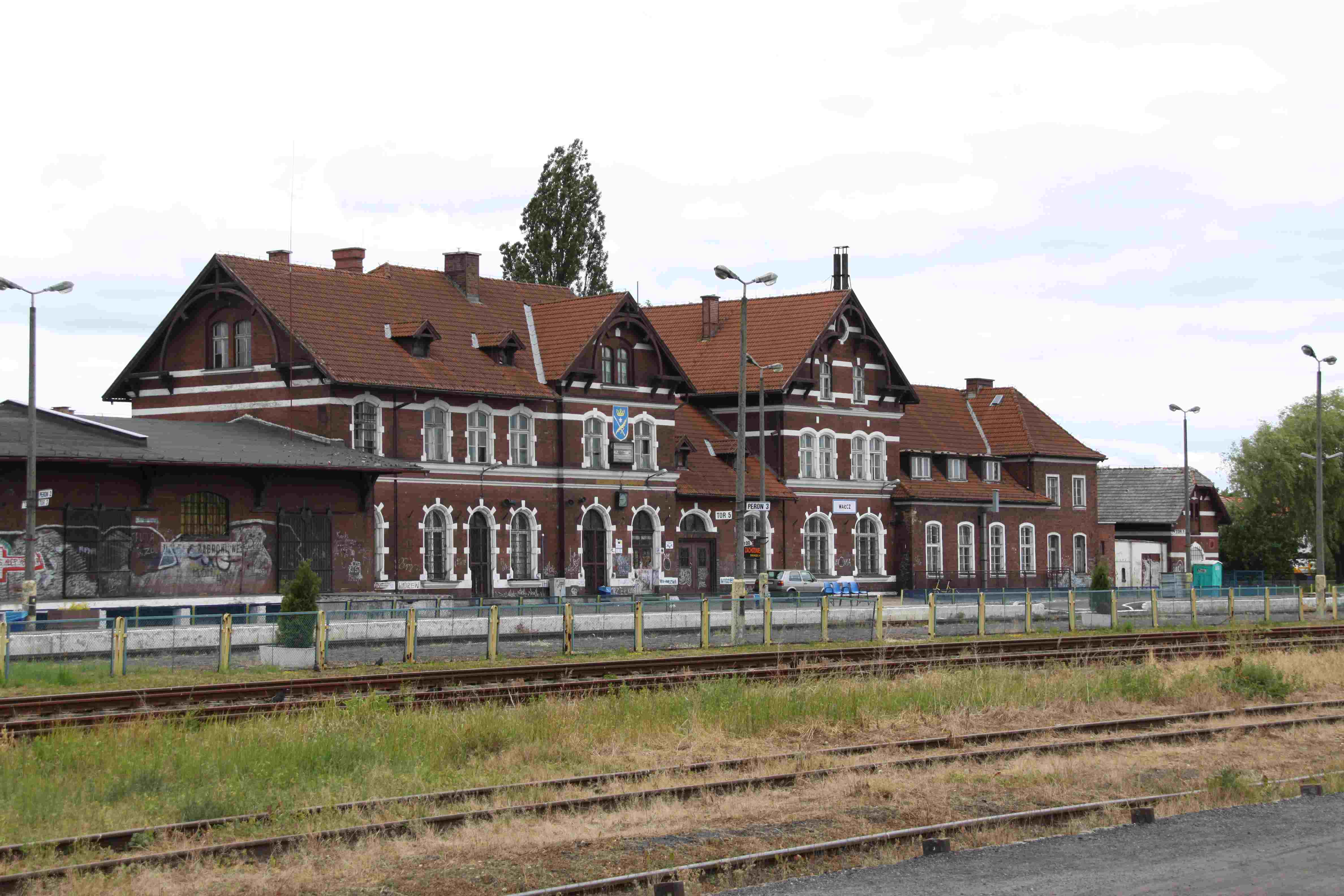
Вокзал
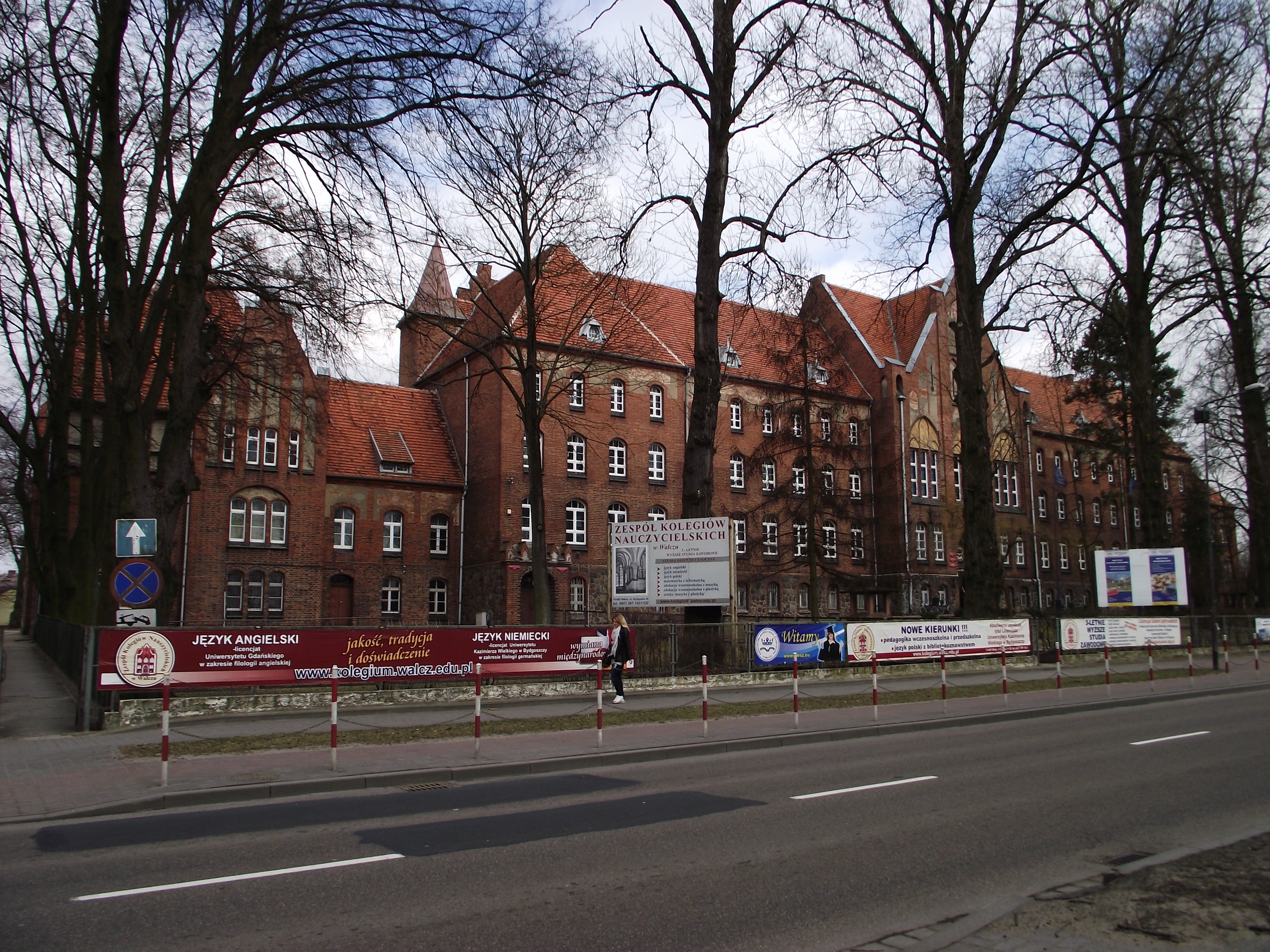
Школа
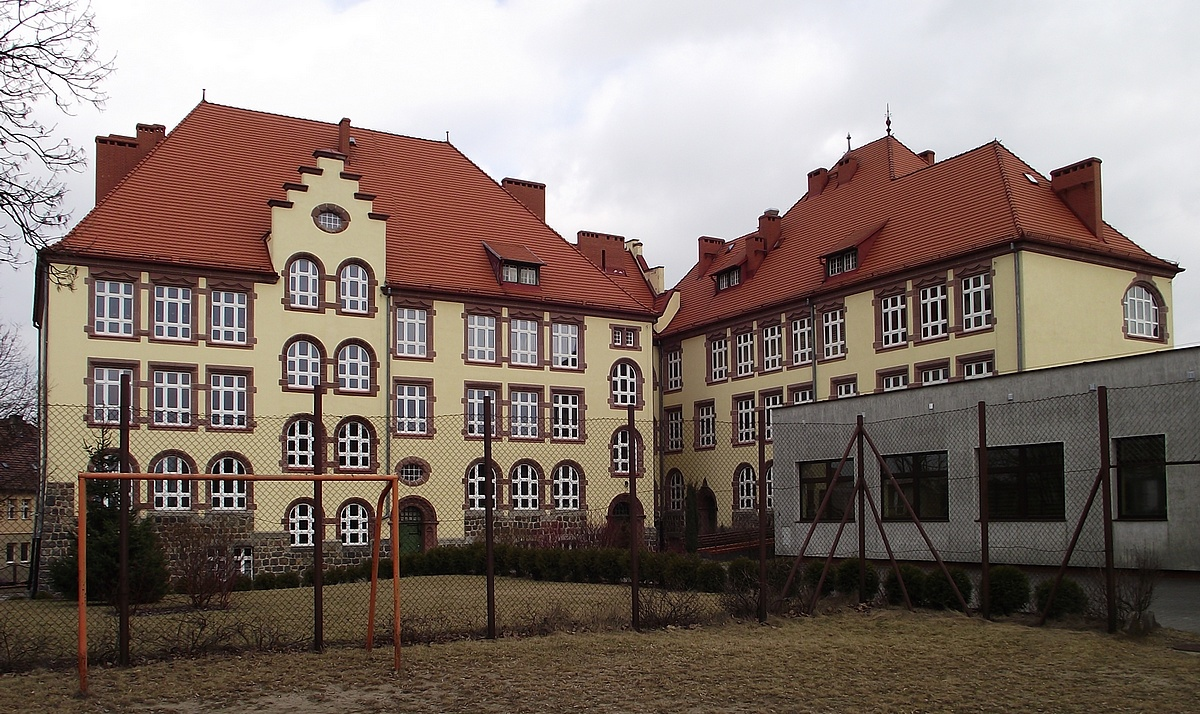
Гимназия
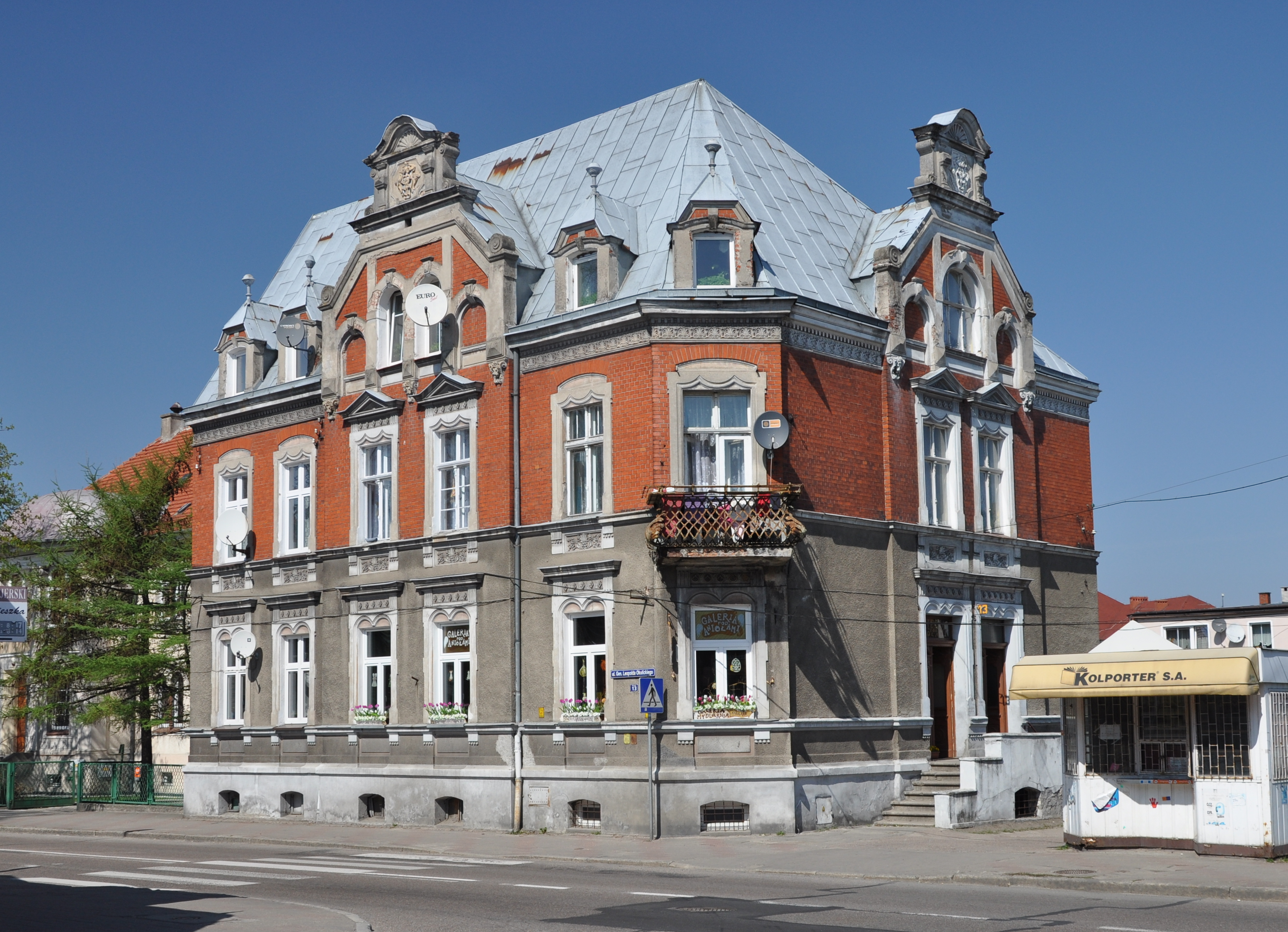
Дом
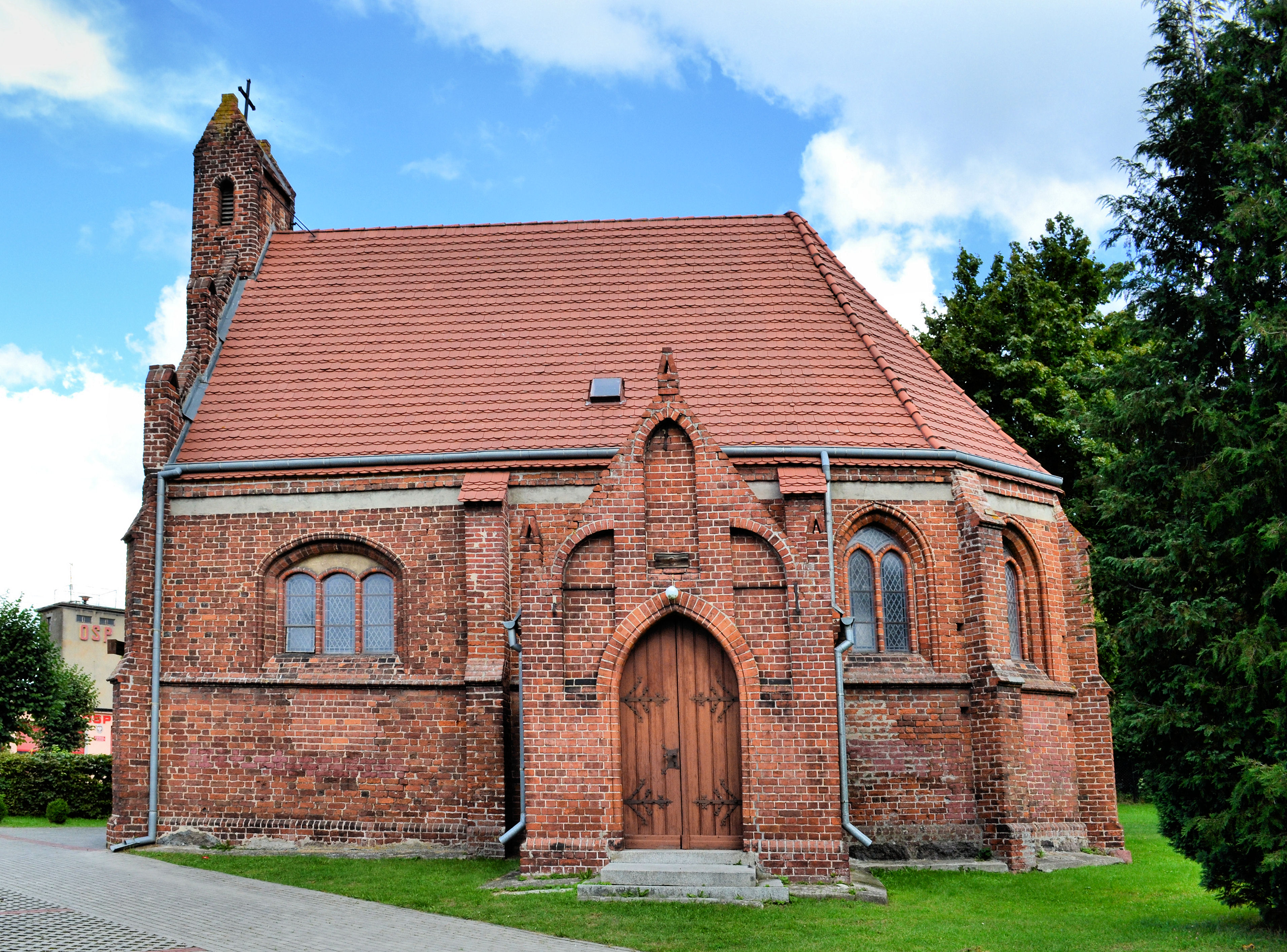
Часовня Св. Гертруды
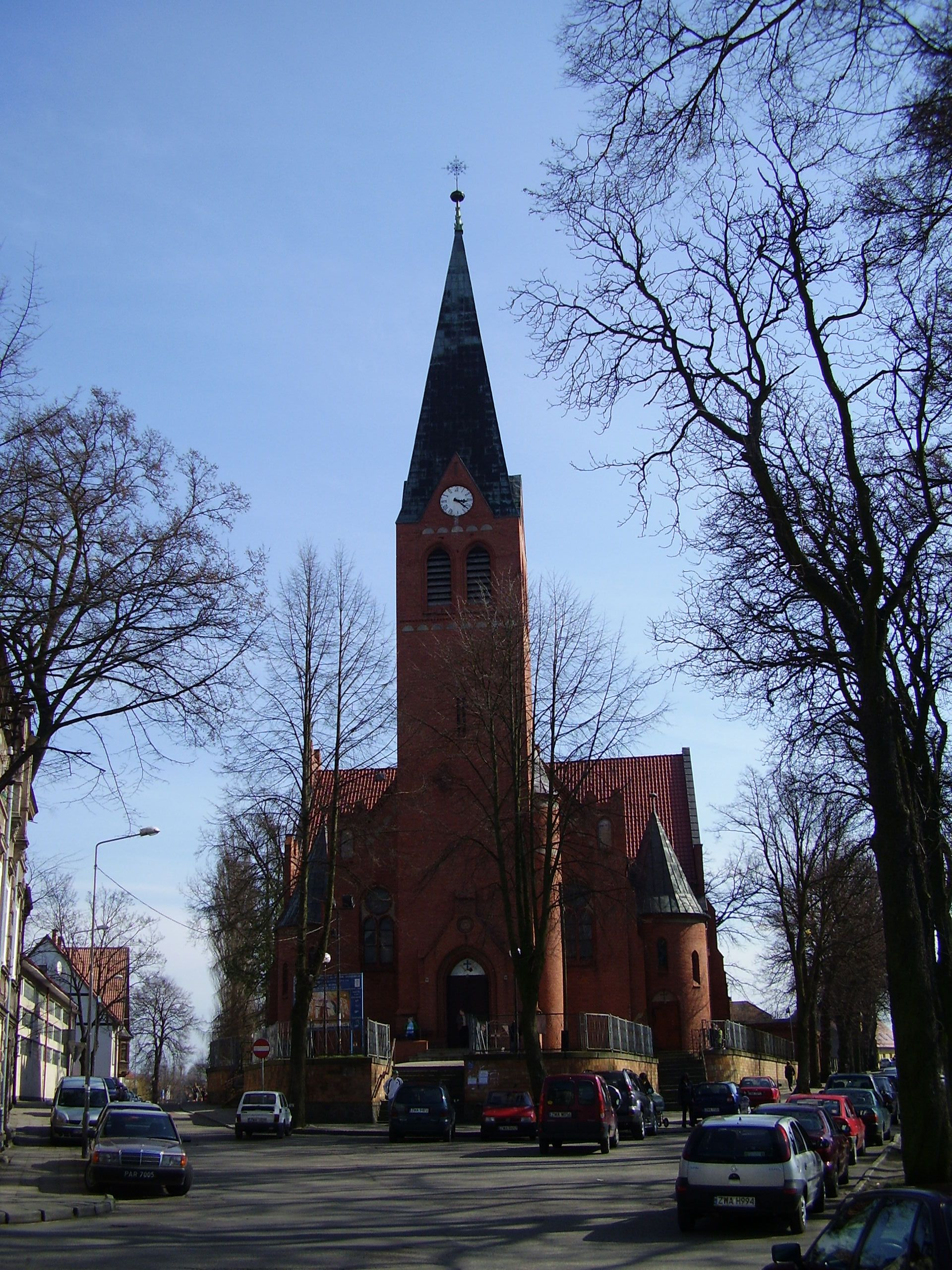
Лютеранская церковь Св. Антония
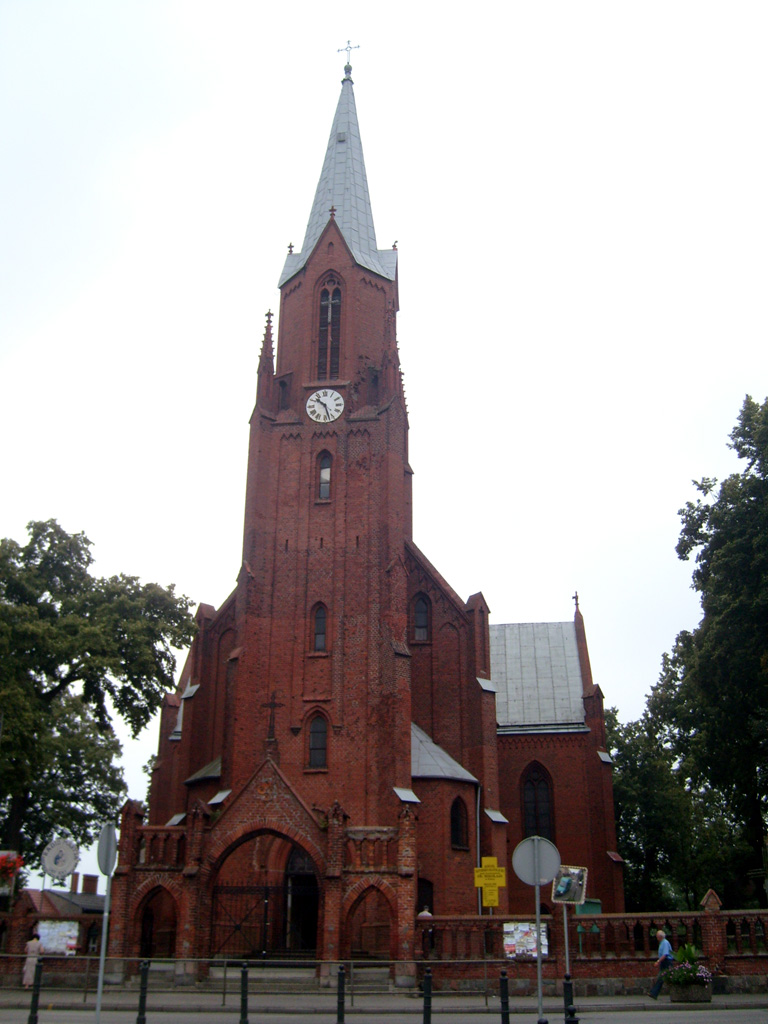
Церковь Св. Николая